# Szolón (keresztnév)
A Szolón az ókori görög államférfi, Szolón nevéből vált keresztnévvé.

## Gyakorisága
Az 1990-es években szórványos név, a 2000-es években nem szerepel a 100 leggyakoribb férfinév között.

## Névnapok
- május 17.[2]
- november 13.[2]